# El listón de tu pelo
«El listón de tu pelo» es una canción del grupo mexicano Los Ángeles Azules. La canción se estrenó por primera vez a fines del año 1995, para el álbum Una lluvia de rosas, siendo el segundo sencillo del disco. Años después, dos nuevas versiones se lanzaron, la primera el 5 de agosto de 2016  en colaboración con la cantante mexicana-estadounidense Denise Gutiérrez (integrante de Hello Seahorse!), como sencillo promocional del álbum De plaza en plaza (2016) y la segunda fue con la cantante argentina Ángela Leiva para el álbum De Buenos Aires para el mundo (2020).

## Antecedentes y lanzamiento
La canción escrita por Jorge Mejía Avante, fue estrenada por primera vez como sencillo en 1996, para el álbum de estudio Una lluvia de rosas de Los Ángeles Azules, siendo interpretada por el vocalista Carlos Becies.

## Versión con Ángela Leiva
Una nueva versión, está vez en colaboración con la cantante argentina Ángela Leiva, fue producida por Camilo Lara y se estrenó como el segundo sencillo del disco De Buenos Aires para el mundo el 28 de agosto de 2020.

### Presentaciones en vivo
La canción fue interpretada por ambos artistas en los eventos Los 40 principales, y otras presentaciones más en vivo de la agrupación.

### Posicionamiento en listas
| Listas (2020)                   | Mejor posición |
| ------------------------------- | -------------- |
| México (Mexico Airplay)         | 26             |
| México (Mexico Español Airplay) | 19             |